# Malmö–Trelleborgs Järnväg
Malmö–Trelleborgs Järnväg (MTJ) var en normalspårig järnvägslinje mellan Malmö och Trelleborg som invigdes 1886. Redan 1898 fick man hård konkurrens i form av Malmö-Kontinentens Järnväg (MKontJ), som var erbjöd en kortare och snabbare resa till Trelleborg.

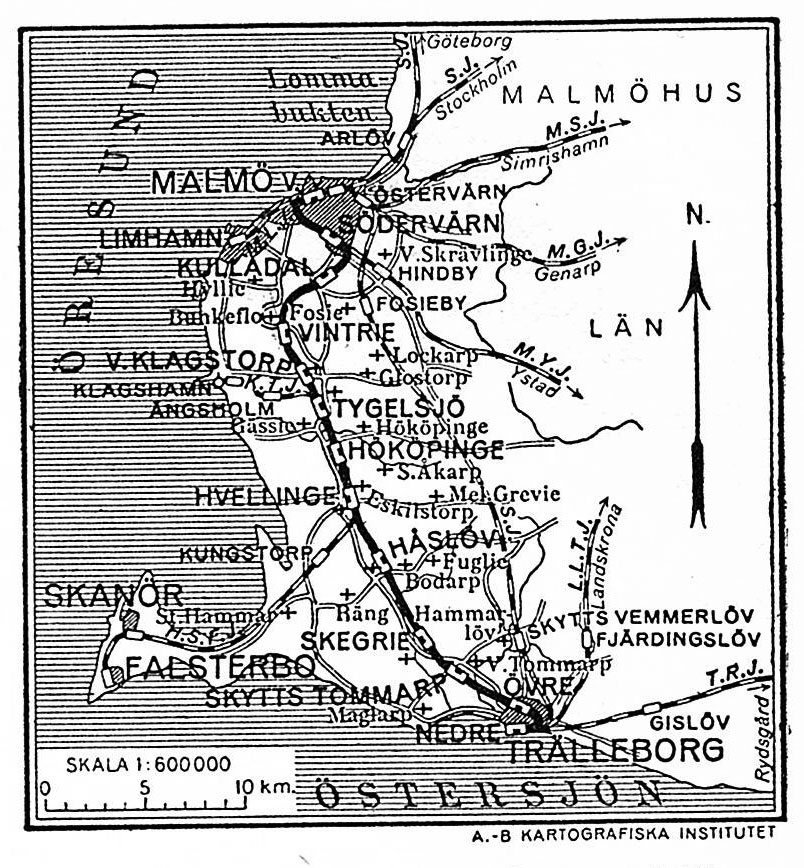
MTJ. Karta 1926

## Tillkomst
Den som först kom på idén att bygga en järnväg mellan Malmö och Trelleborg var dåvarande trafikchefen vid Landskrona–Ängelholms Järnväg (LEJ), Fridolf Schauman. I denna del av Skåne fanns dock ingen adel med intresse för detta kommunikationsmedel och bönderna föredrog att själv ombesörja sina spannmålstransporter. Schauman lyckades dock intressera nio bönder för en dylik bana och 1883 utstakades en linje från Malmö via Vellinge till Trelleborg. Planerna föreföll dock allt kostsamma, men efter en tid inträdde tre kapitalstarka malmöbor, konsul Otto F. Frick samt handelsbokhållarna Göran Ahlman och Claes Siegbahn. Frick betalade Schauman för att resa till Stockholm för att bedriva förhandlingar. Schauman träffade där bankiren Louis Fraenckel, som var beredd att stödja projektet. Koncession beviljades den 18 april 1884 för en bana från Trelleborg till Södervärn, där den anslöt till Malmö–Ystads Järnväg (MYJ). Denna anslutning, som skedde trots motstånd från MYJ, innebar också att en järnvägsstation öppnades vid Södervärn, något som tidigare saknades. Ägaren till Katrinetorps gård i Bunkeflo socken, David Frick, var dock bestämd motståndare till en järnväg över hans ägor och man tvingades därför dra denna i en stor sväng väster om dessa. Malmö-Trelleborgs Järnvägs AB bildades i Malmö den 3 november 1884 och följande vår kunde byggandet starta. Entreprenörer för järnvägsanläggningen var de danska ingenjörerna William Werner och Jacob Gluud. Den förste innehavaren av befattningen som trafikchef blev Reinhold von Essen och banan invigdes den 27 april 1886 av landshövding Gotthard Wachtmeister.

## Trafik
MTJ använde samma spår som Malmö–Ystads Järnväg (MYJ) från Malmö Västra station till Södervärn, där den vek av söderut via Vellinge till Trelleborgs övre station. Stationer/hållplatser fanns från Södervärn till Trelleborg vid Kulladal, Vintrie, Västra Klagstorp, Tygelsjö, Hököpinge, Vellinge, Håslöv, Skegrie och Skytts Tommarp.
År 1898 tillkom Västra Klagstorp–Tygelsjö Järnväg (KTJ) vilken utgick från Tygelsjö och sträckte sig till Klagshamn, där en ny cementfabrik byggts. Persontrafiken på denna upphörde redan 1927 och efter cementindustrins slutliga nedläggning 1939 användes denna bana för bettransporter fram till 1945 innan den slutligen övergavs (ofarbara spår fanns kvar ännu på 1960-talet). 
År 1904 tillkom ytterligare en sidolinje, Vellinge–Skanör–Falsterbo Järnväg (HSFJ). Järnvägen förstatligades 1943 och MYJ-sträckan Malmö Västra-Södervärn nedlades 1955, Vellinge-Trelleborgs Övre 1960. Sträckan Södervärn–Falsterbo, efter 1960 kallad Falsterbobanan, trafikerades fram till 22 augusti 1971.